# Базилика Непорочного Зачатия (Уида)
Базилика Непорочного Зачатия (фр. Basilique de l’Immaculée Conception) — католический храм в городе Уида (Бенин) в честь праздника Непорочного зачатия Девы Марии; малая базилика (лат. basilica minor).

## История
Строительство церкви было начато в 1903 году по инициативе первого епископа Апостольского викариата Луи Дартуа и было закончено в 1909 году.
История церкви непосредственно связана с появлением в 1861 году на территории нынешнего Бенина миссионеров из Лионского Общества африканских миссий. 5 января 1861 года в колонию «Невольничий берег» прибыли три католических миссионера Луи Эдд, Франческо Борджеро и Франсиско Бернардес. В 1884 году Святым Престолом была создана Апостольская префектура города Уида, который в то время был главным городом Дагомеи. В 1898 году численность католиков в Уиде достигло 28 тысяч человек и миссионеры решили строить церковь. 15 мая 1901 года Апостольская префектура была преобразована в Апостольский викариат, епископом которого был назначен французский священник Луи Дартуа.
В 1901 году миссионеры получили землю для строительства церкви. Первый камень был заложен 30 августа 1903 года. Работа продолжалась без перерывов до 1905 года, когда умер епископ Луи Дартуа. Его заменил глава католический миссии Френсис Штайнмец, который 28 октября 1906 года был рукоположен в епископа в лионской базилике Нотр-Дам-де-Фурвьер.
9 мая 1909 года церковь была освящена. В 1954 году кафедра епископа была перемещена из Уида в Порто-Ново и церковь стала сокафедральным собором архиепархии Котону.
9 ноября 1989 года Римский папа Иоанн Павел II во время своего посещения Бенина присвоил церкви ранг малой базилики. В 1989 году в церкви были помещены мощи первого епископа Бенина Луи Дартуа.
В 2009 году состоялись торжества по случаю столетней годовщины базилики.